# 魚鷹號 (波特蘭)

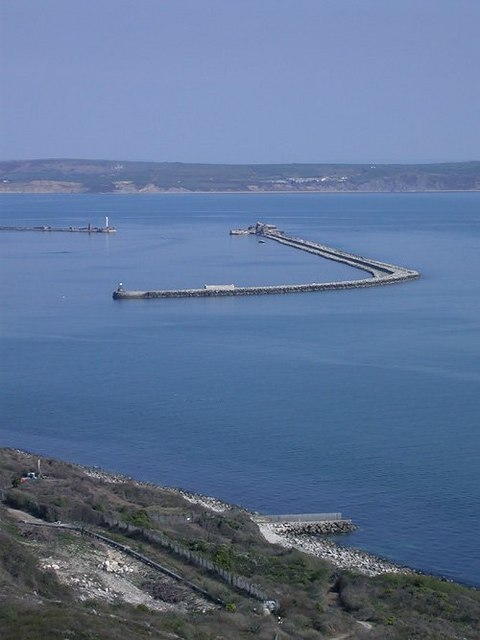
皇家海軍「魚鷹號」（HMS Osprey）主建築群的遺址，如今僅剩瓦礫。

皇家海軍「魚鷹號」（HMS Osprey） 是一座位於英格蘭多塞特郡波特蘭島的反潛訓練設施。該設施於1924年至1941年間，以及1946年至1999年間運作。直升機基地波特蘭皇家海軍航空站（HMS 魚鷹號）自1959年至1999年間亦屬於此設施的一部分。
1948年，「魚鷹號」接替皇家海軍「博斯考文號」（HMS Boscawen），成為整個波特蘭皇家海軍基地的母艦，負責薪資、調動、行政與會計事務。 此後，所有駐波特蘭的海軍人員皆登記於「魚鷹號」名下，直到1999年「魚鷹號」除役為止。